# Каранбаш (Буздякский район)
Каранбаш (баш. Ҡаранбаш) — деревня в Буздякском районе Республики Башкортостан Российской Федерации. Входит в состав Капей-Кубовского сельсовета.

## География

### Географическое положение
Расстояние до:
- районного центра (Буздяк): 23 км,
- центра сельсовета (Копей-Кубово): 3 км,
- ближайшей ж/д станции (Буздяк): 23 км.

## Население
| 2002 | 2009 | 2010 |
| ---- | ---- | ---- |
| 74   | ↘60  | ↘49  |

Согласно переписи 2002 года, преобладающая национальность — татары (91 %).